# Schriever
Schriever is een plaats (census-designated place) in de Amerikaanse staat Louisiana, en valt bestuurlijk gezien onder Terrebonne Parish.

## Demografie
Bij de volkstelling in 2000 werd het aantal inwoners vastgesteld op 5880.

## Geografie
Volgens het United States Census Bureau beslaat de plaats een oppervlakte van
37,4 km², waarvan 37,2 km² land en 0,2 km² water.

## Plaatsen in de nabije omgeving
De onderstaande figuur toont nabijgelegen plaatsen in een straal van 20 km rond Schriever.